# كاين فينسنت
كاين فينسنت (Kayne Vincent) (29 أكتوبر 1988 في أوكلاند في نيوزيلندا – )؛ هو لاعب كرة قدم سابق كان يلعب كمهاجم. يلعب مع منتخب نيوزيلندا لكرة القدم منذ عام 2014.

## وصلات خارجية
- كاين فينسنت على موقع الاتحاد الدولي (مؤرشف)  (الإنجليزية)
- كاين فينسنت على موقع رابطة كرة القدم اليابانية للمحترفين (اليابانية)
- كاين فينسنت على موقع قاعدة بيانات كرة القدم.إي يو (الإنجليزية)
- كاين فينسنت على موقع ناشيونال فوتبول تيمز (الإنجليزية)
- كاين فينسنت على موقع Soccerway.com (الإنجليزية)
- كاين فينسنت على موقع عالم كرة القدم.نت (الإنجليزية)
- National Football Teams